# جون هنري ميلز
جون هنري ميلز (بالإنجليزية: John Henry Mills)‏ هو لاعب كرة قدم أمريكية أمريكي، ولد في 31 أكتوبر 1969 في جاكسونفيل في الولايات المتحدة.

## وصلات خارجية
- جون هنري ميلز على موقع مرجع كرة القدم المحترفة.كوم (الإنجليزية)